# Отриколі
Отриколі (італ. Otricoli) — муніципалітет в Італії, у регіоні Умбрія,  провінція Терні.
Отриколі розташоване на відстані близько 60 км на північ від Рима, 80 км на південь від Перуджі, 22 км на південний захід від Терні.
Населення — 1891 особа (2014).
Щорічний фестиваль відбувається 14 травня. Покровитель — святий Віктор.

## Демографія
Населення за роками:

Станом на 1 січня 2023 року в муніципалітеті офіційно проживав 131 іноземець з 23 країн, серед них 87 громадян країн Євросоюзу та 4 громадяни України.

## Сусідні муніципалітети
- Кальві-делл'Умбрія
- Галлезе
- Мальяно-Сабіна
- Нарні
- Орте
- Стронконе